# Artur Michael Landgraf
Artur Michael Landgraf (* 27. Februar 1895 in Traunstein; † 8. September 1958 in Bamberg) war ein deutscher römisch-katholischer Theologe und als Titularbischof von Eudocia Weihbischof im Erzbistum Bamberg von 1943 bis 1958.

## Leben
Landgraf wurde als Sohn des Reichsbahn-Oberingenieurs Michael Landgraf geboren. Er studierte von 1914 bis 1918 zunächst an der Gregoriana in Rom und nach dem Kriegseintritt Italiens 1915 an der Universität Innsbruck Philosophie und Theologie. In Rom begann er auch das Studium der Geschichte der Scholastik. Im Jahr 1918 empfing er die Priesterweihe und war seit 1922 im Erzbistum Bamberg tätig, wo er Sekretär des Erzbischofs wurde. 1924 wurde er Professor der Dogmatik an der Philosophisch-Theologischen Hochschule in Bamberg. Als ordentlicher Professor lehrte er von 1937 bis 1939 an der Katholischen Universität Washington.
1943 wurde er Titularbischof von Eudocia sowie Weihbischof in Bamberg und Domkapitular. An der Philosophisch-Theologischen Hochschule Bamberg wurde der Mediävist 1947 Honorar-Professor. 1950 übernahm er zusätzlich das Amt des Domdekans.
Nach seinem Tod am 8. November 1958 wurde der 21. Weihbischof des Erzbistums Bamberg an der Antoniuskapelle im Bamberger Dom bestattet.

## Werk
Besonders widmete Landgraf sich der Theologie der Frühscholastik. Auf diesem Gebiet bereicherte er die literaturgeschichtlichen Kenntnisse erheblich und machte zahlreiche Texte durch sorgfältige Editionen zugänglich. Seine Forschungen fasste er in der sechsbändigen Dogmengeschichte der Frühscholastik zusammen.
Neben seinen wissenschaftlichen Publikationen schrieb Landgraf eine ganze Reihe Romane und Novellen in seelsorgerlicher Absicht, die zum Teil zunächst anonym erschienen.

## Ehrungen
- 1952 Dr. phil. h. c. der Universität Bologna
- 1958 Dr. theol. h. c. der Universität Innsbruck[2]
- Mitgliedschaft der Theologischen Akademie der Ukraine, Lemberg
- Mitgliedschaft der Pontificia Academia Romana St. Thomae et religionis Catholicae
- Ehrenmitgliedschaft der Päpstlichen Theologischen Akademie Rom
- Artur-Landgraf-Straße in Bamberg